# イオニア人

緑：イオニア人

イオニア人（イオニアじん、ギリシア語: Ἴωνες, Íōnes, 英語：Ionian）とは、紀元前2000年ころにバルカン半島を南下し、ギリシャ中部やアナトリア半島（小アジア）北西部に定住したとされるアカイア人の一部。アイオリス人やドーリア人と並ぶ、古代ギリシアを構成した集団のひとつ。代表的なポリスはアテナイである。

## 概要
ペルシア人は、最初に接触を持ったのが小アジア西岸のギリシア人だったのでギリシア人全体をイオニア人と呼び、その呼び方はインドなど東方に広まった。具体的には、ギリシア人のことを、パーリ語ではYona、サンスクリットではYavana、アルメニア語ではHuyn、トルコ語ではYunan、さらに現代ペルシア語ではギリシアのことをYūnānと呼んでいる。いずれも、「イオニア（の） Ionian」から派生した言葉である。フラウィウス・ヨセフスは、イオニア人を、聖書に登場するヤペテの息子ヤワンと関連づけている。「イオニア人ならびに全ギリシア人はヤワンに由来する」（フラウィウス・ヨセフス『ユダヤ古代誌』I:6）。

## 神話
ギリシア神話では、イオニア人たちの祖は、エレクテウスの娘クレウーサの息子イオンとされている。その父親は、ヘーシオドスの『Eoiae』によるとクレウーサの夫クストス、エウリーピデースによるとアポローンだと言われている。